# تپه نر قشلاق علیا
تپه نر قشلاق علیا مربوط به دوره اشکانیان است و در شهرستان بیله‌سوار، بخش مرکزی، دهستان انجیرلو، روستای نر قشلاق واقع شده و این اثر در تاریخ ۱۲ شهریور ۱۳۸۶ با شمارهٔ ثبت ۱۹۳۶۷ به‌عنوان یکی از آثار ملی ایران به ثبت رسیده است.